# Serpa
Serpa – miejscowość w Portugalii, leżąca w dystrykcie Beja, w regionie Alentejo w podregionie Baixo Alentejo. Miejscowość jest siedzibą gminy o tej samej nazwie.

## Historia
- 1232 – miasto zdobyte przez chrześcijan
- 1707 – zdobyte i utracone, w tym samym roku, przez wojska hiszpańskie

## Zabytki
- potężna brama Porta de Beja
- arabski zamek, w XIII wieku przebudowany
- XV-wieczny kościół Convento de Santo António z pięknymi azulejos z XVIII wieku

## Demografia
| Liczba ludności gminy Serpa (1801–2011) | Liczba ludności gminy Serpa (1801–2011) | Liczba ludności gminy Serpa (1801–2011) | Liczba ludności gminy Serpa (1801–2011) | Liczba ludności gminy Serpa (1801–2011) | Liczba ludności gminy Serpa (1801–2011) | Liczba ludności gminy Serpa (1801–2011) | Liczba ludności gminy Serpa (1801–2011) | Liczba ludności gminy Serpa (1801–2011) | Liczba ludności gminy Serpa (1801–2011) |
| --------------------------------------- | --------------------------------------- | --------------------------------------- | --------------------------------------- | --------------------------------------- | --------------------------------------- | --------------------------------------- | --------------------------------------- | --------------------------------------- | --------------------------------------- |
| 1801                                    | 1849                                    | 1900                                    | 1930                                    | 1960                                    | 1981                                    | 1991                                    | 2001                                    | 2004                                    | 2011                                    |
| 7512                                    | 9662                                    | 17 357                                  | 29 445                                  | 32 476                                  | 20 784                                  | 17 915                                  | 16 723                                  | 16 072                                  | 15 623                                  |

## Sołectwa
Sołectwa gminy Serpa (ludność wg stanu na 2011 r.)
- Brinches – 1039 osób
- Pias – 2852 osoby
- Salvador – 4365 osób
- Santa Maria – 1868 osób
- Vale de Vargo – 968 osób
- Vila Nova de São Bento – 3072 osoby
- Vila Verde de Ficalho – 1459 osób